# U-163 (1941)
U-163 — большая океанская немецкая подводная лодка типа IX-C, времён Второй мировой войны. 
Заказ на постройку лодки был отдан судостроительной компании «Seebeck» в Бремене 25 сентября 1939 года. Лодка была заложена 8 мая 1940 года под строительным номером 702, спущена на воду 1 мая 1941 года, 21 октября 1941 года под командованием корветтен-капитана Курта-Эдуарда Энгельманна вошла в состав учебной 4-й флотилии. 1 августа 1942 года вошла в состав 10-й флотилии. Лодка совершила 3 боевых похода, в которых потопила 3 судна (15 011 брт) и один военный корабль (2 000 тонн). 13 марта 1943 года потоплена глубинными бомбами канадского корвета HMCS Prescott в северной Атлантике в районе с координатами 45.05N, 15.00W. Все 57 членов экипажа погибли.